# Болдуин, Нил
Нил Болдуин (англ. Neil Baldwin) — британский программист и композитор, автор музыки для видеоигр. Родился в январе 1970 года.

## Карьера
В октябре 1988 года стал сооснователем компании Eurocom. На 2009 год остаётся её директором и одним из совладельцев.
С момента основания компании работал над музыкой для видеоигр и соответствующим программным обеспечением для различных игровых консолей, включая NES, Game Boy, SNES и Nintendo 64. Помимо работы в Eurocom, в 1990-х годах также написал музыку к нескольким играм других компаний, в частности для игры Ferrari Grand Prix Challenge (версия для NES) и Hero Quest (не изданная версия для NES).
До начала работы над музыкой для игр для NES Нил уже занимался программированием звука, написав проигрыватель музыки и звуковых эффектов для компьютера Commodore 64. Для работы над музыкой для NES тоже был разработан собственный проигрыватель, написанный на ассемблере, также разработанном в компании. Музыка писалась непосредственно в виде данных в исходном коде, без использования секвенсоров с графическим интерфейсом. В процессе сочинения использовался синтезатор Yamaha PSR.
В марте 2009 года открыл сайт, на котором подробно описал процесс работы над музыкой для игр для NES и некоторые детали истории Eurocom. Также он начал работу над новым проигрывателем музыки для NES, Nijuu, решив реализовать в нём те идеи, которые по разным причинам не имел возможности реализовать в 1990-х годах.